# Бортниково (городской округ Коломна)
Бортниково — деревня в городском округе Коломна Московской области. До 2017 года относилась к Радужному сельскому поселению Коломенского района. Население — 6 чел. (2021).

## Расположение
Деревня Бортниково расположена примерно в 10 км к югу от центра города Воскресенска и в 11 км к северу от Коломны. В 3 км юго-западнее деревни проходит Новорязанское шоссе. Ближайшие населённые пункты — деревня Малышево, сёла Мячково и Черкизово.

## Население
| 2002 | 2006 | 2010 | 2014 | 2021 |
| ---- | ---- | ---- | ---- | ---- |
| 21   | ↘15  | ↘5   | ↗14  | ↘6   |